# ルーシャス・ハーウッド・フット
ルーシャス・ハーウッド・フット（Lucius Harwood Foote, 1826年4月10日 - 1913年6月4日）は、アメリカ合衆国の外交官。1883年から1885年まで駐朝公使を務めた。漢字名として福德（복덕）を名乗った。

## 生涯
1826年にニューヨーク州ウィンフィールドにて誕生。父親は牧師のルーシャル・フット(Lucius Foote)、母親はイレクタ・ハーウッド (Electa Harwood)。1862年にローズ・フロスト・カーター (Rose Frost Carter) と結婚、1885年に死別。
1856年から1860年までカリフォルニア州で地方判事。1861年から1865年までアメリカ合衆国関税局長、1872年から1876年までカリフォルニア州州兵長官。1878年から1881年までチリでバルパライソ総領事。

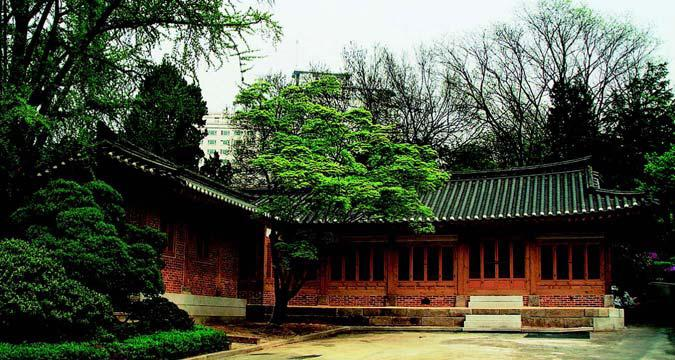
最初のアメリカ公使館

1882年5月、アメリカ合衆国は清の冊封国である李氏朝鮮と米朝修好通商条約を締結。この条約によりアメリカは政治的存在を朝鮮国内に配置する必要が発生した。フットは1883年2月に特命全権公使として任命を受け、1883年5月から漢城に駐在した。しかしながら貿易量の低さのため、1884年7月に休会任命により弁理公使兼総領事に降格となった。フットはこれを不服として上申した。
1884年8月、フットは伝統的な韓屋様式の家屋2棟を購入し、そのうち1棟を使用してアメリカ公使館を設立した。もう1棟は使節団の随行医師ホレイス・ニュートン・アレンと建屋を共有し、住居として使用した。
1884年12月に独立派によるクーデター（甲申政変）が勃発し、フットは妻とともに漢城に残り、クーデター終結に向けソウルと仁川を行き来して日中との折衝を続け、天津条約 (1885年4月)の仲介をした。1885年1月、休会任命に関して上院は承認決議を行ったが、フットは階級の降格を拒否し、公使を辞任し帰国。後任には公使館付き海軍駐在武官のジョージ・クレイトン・フォークが就いた。
引退後はサンフランシスコに居住し、1913年に死去。妻ローズは朝鮮から帰国した1885年に病死しているが、甲申政変時の心労が原因と言われている。